# Medford (Oregon)
Pour les articles homonymes, voir Medford.
Medford est une ville américaine, siège du comté de Jackson, dans l'Oregon. La population de la ville était en 2012 de 76 462 habitants, à partir du 1er juillet 2014 la ville avait une population totale de 78 557 habitants et une population de 208 545 habitants pour la région métropolitaine [réf. nécessaire]. 

## Histoire
La ville doit son nom à David Loring, fondateur de la ville, qui l'a baptisée en l'honneur de sa ville d'origine, Medford, dans le Massachusetts. Medford a été fondée le long du chemin de fer reliant l'Oregon et la Californie dans la vallée de la rivière Bear Creek par David Loring qui construisit en 1884 le premier bâtiment commercial. Un bureau de poste a été ensuite construit la même année et la ville a été incorporée dès 1885. De 1907 à 1939, ce bureau est dirigé par une femme, Bernice Cameron, avec une interruption en 1917-1919. En effet, Bernice est appelée sous les drapeaux avec deux autres employées du bureau de poste pour servir, comme Yeoman (F), dans les rangs de la marine américaine. Quelques années plus tard, en 1923, elle reçoit un prix pour sa bonne gestion.  
La ville s'est vite agrandie et est devenue le siège du comté de Jackson en 1927.
La population de la ville a très fortement augmenté à partir des années 1950 à la suite de la construction de l'Interstate 5 qui passe au-dessus de la ville grâce à un viaduc.

## Géographie
Medford se trouve à 43 kilomètres au nord de la frontière entre l'Oregon et la Californie, à 121 kilomètres à l'est de l'océan Pacifique et à 369 kilomètres de Salem, capitale de l'Oregon.
Les villes les plus proches de Medford sont Grants Pass, Klamath Falls, Roseburg, Redding (Californie), et Crescent City (Californie).
La ville est dominée à l'est par le pic Roxy Ann.
Le climat de Medford est relativement doux et sec.

## Économie
L'économie de Medford repose principalement sur l’agriculture et l’industrie du bois. Medford est aussi un centre commercial d’importance régionale et profite d’un tourisme fondé sur la pêche.

## Jumelage
- Alba (Italie)

## Personnalités liées à la ville
- Bernice Cameron, réserviste américaine et directrice du bureau de poste de 1907 à 1917 et de 1919 à 1939

- Ginger Rogers, actrice et danseuse, a vécu une partie de sa vie à Medford ;
- Jason James Richter, acteur, est né à Medford ;
- Jonathan Stark, joueur de tennis, est né à Medford ;
- Kellin Quinn Bostwick, chanteur du groupe Sleeping with Sirens, est né à Medford.

## Source et références
- (en) Cet article est partiellement ou en totalité issu de l’article de Wikipédia en anglais intitulé « Medford, Oregon » (voir la liste des auteurs).

1. ↑  Medford Mail Tribune 1939, p. 4.
2. ↑  (en) « Local Briefs », Medford Mail Tribune,‎ 23 novembre 123, p. 3 (lire en ligne)